# Followers of Christ
Followers of Christ (česky Následovníci Krista) je neortodoxní fundamentalistická křesťanská denominace se sídlem v Oregonu ve Spojených státech amerických.
Pozornost v médiích získala především díky tomu, že praktikuje léčbu vírou a naopak neschvaluje vyhledání lékařské pomoci. Státem vedené statistiky tvrdí, že u členů této denominace je výrazně vyšší úmrtnost matek při porodu, také dochází k mnoha úmrtím dětí, kterým by šlo zabránit běžně dostupnými prostředky jako jsou antibiotika.
S ohledem na náboženskou svobodu, která byla zákony státu Oregon až do takovéto výše respektována, bylo dříve nemožné rodiče za to, že děti nepředají doktorům, potrestat. Zastáncům názoru, že pro stát je důležitější ochrana dětí než náboženská svoboda, se posléze v letech 1999–2000 podařilo prosadit změnu zákona, podle které je možné hodnotit jednání rodičů, kteří léčí vírou a nevyhledají odbornou pomoc, jako vraždu.
Po schválení změny zákona došlo již k dvěma rozsudkům ve spojitosti s Followers of Christ: Rodiče Neila Beaglea zemřelého v roce 2009 na neprůchodnost močových cest byli oba odsouzeni na 16 měsíců a jejich zeť, otec patnácitměsíční Avy zemřelé ve stejném roce, byl odsouzen na dva měsíce.